# Emmanuel Ebiede
Emmanuel Ebiede (Port Harcourt, 27 marzo 1978 – Port Harcourt, 14 aprile 2023) è stato un calciatore nigeriano, di ruolo centrocampista.

## Carriera

### Club
Ha giocato nella massima serie dei campionati belga, olandese, emiratino ed israeliano.

### Nazionale
Tra il 1998 e il 2001 ha giocato tre partite con la nazionale nigeriana.